# 坎波旗鱂
坎波旗鱂，為輻鰭魚綱鯉齒目鰕鱂亞目鰕鱂科的其中一種，為熱帶淡水魚，分布於非洲喀麥隆淡水流域，體長可達4.3公分，棲息在雨林覆蓋沼澤、溪流底中層水域，生活習性不明。

## 擴展閱讀
維基物種上的相關：坎波旗鱂